# Лабендзь (Сілезьке воєводство)
Лабендзь (пол. Łabędź) — село в Польщі, у гміні Конецполь Ченстоховського повіту Сілезького воєводства.
Населення — 91 особа (2011).
У 1975-1998 роках село належало до Ченстоховського воєводства.

## Демографія
Демографічна структура станом на 31 березня 2011 року:
|          | Загалом | Допрацездатний вік | Працездатний вік | Постпрацездатний вік |
| -------- | ------- | ------------------ | ---------------- | -------------------- |
| Чоловіки | 46      | 14                 | 26               | 6                    |
| Жінки    | 45      | 13                 | 16               | 16                   |
| Разом    | 91      | 27                 | 42               | 22                   |